# Поррантрюи
Поррантрюи́ (фр. Porrentruy) — коммуна, административный центр одноимённого округа в кантоне Юра в Швейцарии.
Коммуну пересекает река Аллен. К северо-западу находится Бюр, к западу — французская коммуна Мандер, к юго-востоку — Делемон.

## История

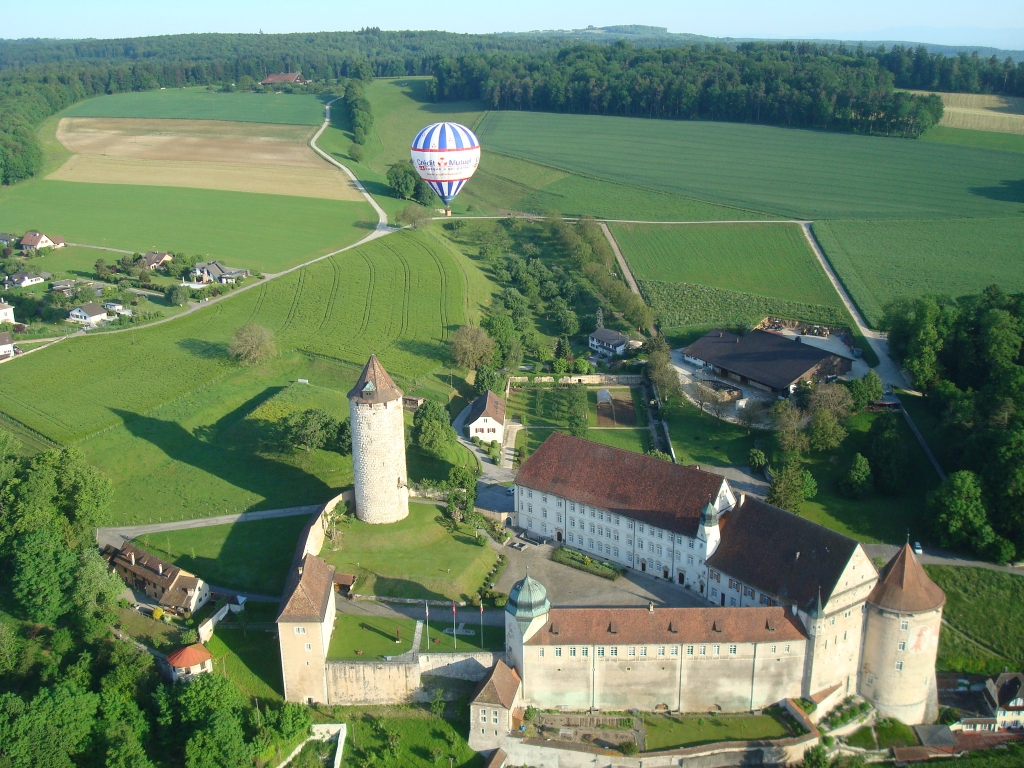
Замок Поррантрюи

Впервые упоминается в 1136 году как Purrentru.
Поррантрюи входил в графство Феррет. Граф Феррет построил замок и сделал его центром территории Ажуа (Ajoie). В 1281 году Ажуа продано княжеству-епископству Базель. Было предметом спора с графством Монбельяр. Епископ обратился за помощью к королю Рудольфу I. После шести недель осады граф Монбельяр уступил Поррантрюи епископу. В 1283 году король попросил епископа дать Поррантрюи статус вольного имперского города.
В 1386 году епископ продал Ажуа графу Монбельяр. В 1461 году Ажуа снова стало владением епископства. Из-за Реформации в 1527 году епископ перенёс кафедру из кафедрального собора Базеля в Поррантрюи. После этого город начал процветать. Период расцвета закончился с началом Тридцатилетней войны в 1618 году.
Во время Великой французской революции, в 1792 году Поррантрюи захвачен французскими войсками, которые прогнали епископа. Поррантрюи стал столицей дочерней Рауракской республики, а в 1793 году — административным центром департамента Мон-Терибль Французской Республики. В 1800 году Мон-Терибль включён в департамент Верхний Рейн.
Во время Войны шестой коалиции, в 1813 году Поррантрюи взят войсками коалиции.
После отречения Наполеона в 1815 году Поррантрюи отдан кантону Берн, чтобы компенсировать потерю кантона Во, который стал отдельным кантоном в 1803 году.
Во время Первой мировой войны 24 апреля 1917 года город был обстрелян по ошибке германской артиллерией.
1 января 1979 года создан франкоязычный кантон Юра с центром в Делемоне.

## Спорт
Ледовая «Райффайзен-Арена» является домом хоккейного клуба «Ажуа», образованного в 1973 году.

## Транспорт

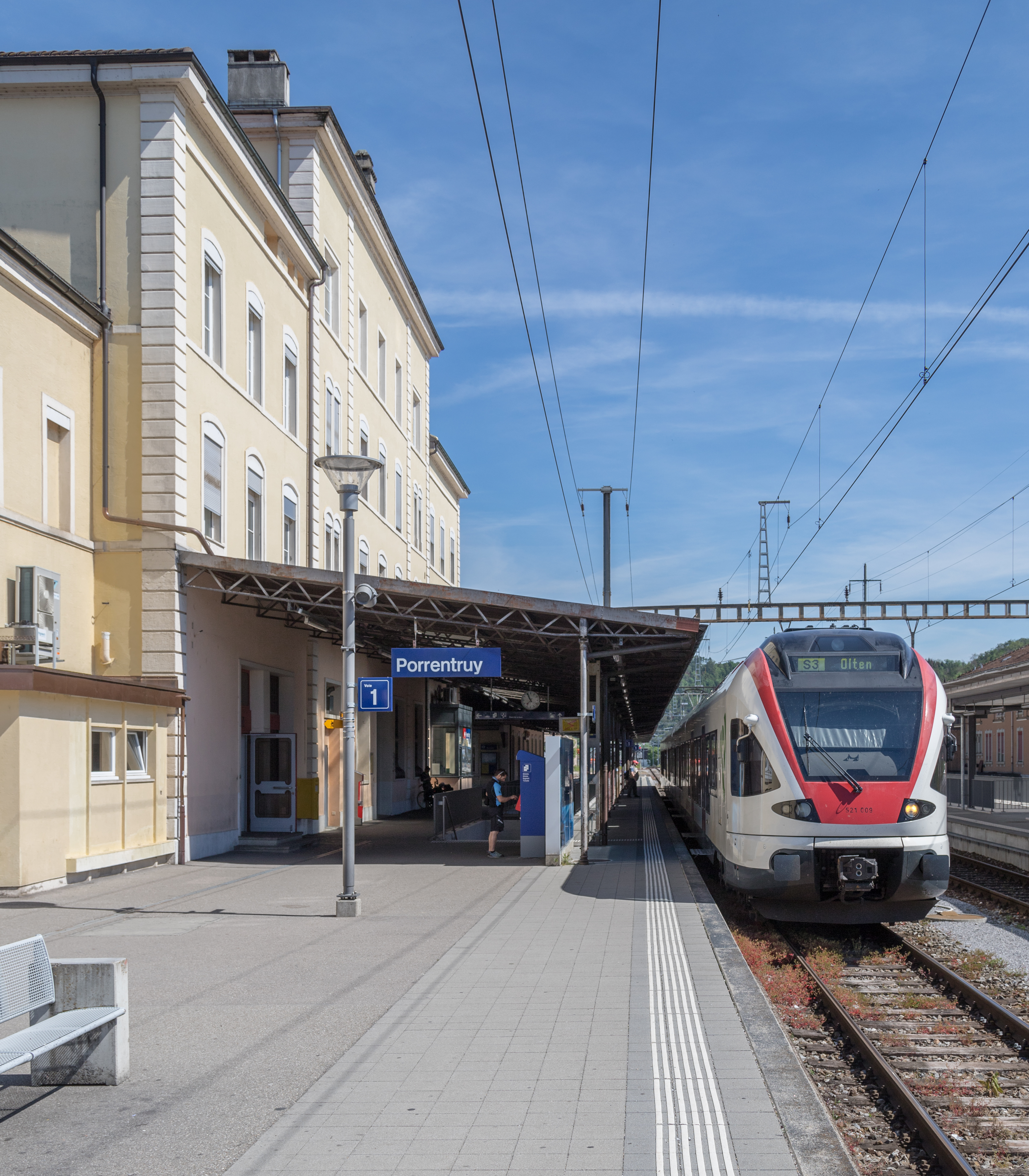
Станция Поррантрюи (станция)

Обслуживается станцией Поррантрюи железной дороги Дель — Делемон, введённой в эксплуатацию в 1872 году, и линии Поррантрюи — Бонфоль, введённой в эксплуатацию в 1901 году.